# Doença de Peyronie
Doença de Peyronie é um distúrbio do tecido conjuntivo que envolve o crescimento de placas fibrosas no tecido do pénis, afetando cerca de 0,3-20% dos homens, com uma média de 13% nos EUA. O processo de fibrose ocorre na túnica albugínea, uma camada fibrosa que circunda os corpos cavernosos. Ocorre a perda de distensibilidade dos tecidos  um lado do pénis, encurtando este lado e provocando o aparecimento de uma curvatura no pênis ereto. Não é rara em homens de meia idade.
A doença de Peyronie recebe o nome do médico da corte francesa François de La Peyronie, que diagnosticou esta doença no rei Luis XIV.

## Sintomas
A doença pode causar dor, endurecimento, lesões (tecido cicatricial) ou curvatura anormal do pênis quando ereto. Além disso, pode causar estreitamento ou diminuição do comprimento do pênis. A dor sentida durante os estágios iniciais da doença freqüentemente alivia em doze a dezoito meses.
Nos estágios tardios da doença, frequentemente acompanhando esses sintomas, pode haver disfunção erétil. A doença também pode tornar a relação sexual dolorosa e/ou difícil, embora muitos homens relatam que possuem relações sexuais satisfatórias, apesar da doença.

## Patogenia
A doença de Peyronie não é contagiosa, e não possui nenhuma relação com qualquer tipo de câncer. A doença afeta somente homens e manifesta-se somente no pénis, embora diversos homens com a doença exibem simultaneamente doenças do tecido conjuntivo nas mãos, e em menor número, nos pés.
Cerca de 30 por cento dos homens com a doença desenvolvem fibrose em outros tecidos elásticos do corpo, como na mão ou pé, incluindo a Doença de Dupuytren. Há sugestões de que há um componente genético na doença. Alguns pacientes podem, também, apresentar um espessamento dos tendões da planta do pé, denominado de Contratura plantar de Ledderhose.
Em muitos casos, pode haver remissão da enfermidade (13%), portanto tratamentos conservadores podem ser considerados, de facto.

## Epidemiologia
Embora possa afetar homens de qualquer raça e idade, a doença é mais comumente observada em homens acima dos 40 anos de idade.

## Tratamento
Um urologista especializado no assunto deve ser consultado para confirmar o diagnóstico.
O tratamento cirúrgico é indicado nos casos avançados em que há falência terapêutica, onde a tortuosidade do pênis impede a ereção ou a relação (penetração). Tratamentos medicamentosos apresentam baixas taxas de sucesso para os casos avançados. A conduta deve ser expectante para todos os pacientes diagnósticados, visto que muitos entram em remissão com tratamento minimamente invasivo.
A terapêutica com tratamentos medicamentosos, inclui uso oral de: antiinflamatórios, inibidores da 5 fosfodiesterase 5 e drogas intralesionais (corticóides, verapamil e interferon alfa-2b). A litotripsia extracorpórea por ondas de choque não mostrou resultados adequados na recuperação da curvatura ou na redução da placa de forma consistente, mas parece ser muito eficiente no tratamento da dor na região da placa, sendo essa a sua principal indicação para o tratamento dessa doença.
Há muitos anos, uma nova droga foi aprovada pelo FDA americano, para dissolver as placas de cólageno e elastano no local da cicatriz, o Xiaflex, um medicamento biológico (proteína de um organismo vivo, collagenase  de clostridial histolyticum) anteriormente utilizado para tratar a contratura de Dupuytren. Devido ao custo e ao surgimento de complicações muito relevantes, outras alternativas ao Xiaflex surgiram, como as terapias antifibróticas que não destroem a fibrose, mas procuram regenera-la, com resultados promissores. No Brasil, algumas clínicas especializadas têm adotado protocolos conservadores para o tratamento da Doença de Peyronie, com o uso de substâncias bioativas como o ácido hialurônico, visando a redução da necessidade de cirurgia.
As diretrizes atuais da AUA (Associação Americana de Urologia) e da CUA (Associação Canadense de Urologia) não recomendam o tratamento oral com vitamina E, tamoxifeno, procarbazina, ácidos graxos ômega-3, ou a combinação de vitamina E com L-carnitina, devido à falta de eficácia comprovada ou evidência de ineficácia.
Há relatos de casos onde pacientes postos em tratamento com Pentoxifilina, um fármaco vasodilatador derivado da xantina, conseguiram improvisos generosos de sua condição.
Tratamentos cirúrgicos podem realinhar o pênis, favorecendo a relação sexual. Geralmente, são divididos em tratamentos com ou sem enxertos e uso ou não de próteses penianas.
Para os que daqueles que se encontram em falência terapêutica e estão insatisfeitos com sua vida sexual, onde não se adianta mais a toma de remédios na tentativa de melhora do problema, pode ser necessária a cirurgia para recuperação do formato, tamanho e capacidade de penetração do pénis.
As opções cirúrgicas mais comuns incluem:
- Cirurgia de Nesbit[12] – a túnica albugínea que recobre o corpo cavernoso no lado oposto ao local onde a placa está localizada é plicada (dobrada). Este procedimento pode endireitar o pênis, porém não recupera o tamanho do pênis causado pelo encurtamento provocado própria doença e reduz ainda mais o comprimento do pênis. A curvatura peniana ocorre porque uma membrana, túnica Albugínea que reveste os corpos cavernosos, com menor elasticidade do que deveria ter, devido à doença, provoca o seu repuxamento.

- Tecnica Egydio[13] - A cirurgia para tratamento da Doença de Peyronie chamada de “Técnica de Egydio”, foi uma técnica cirúrgica utilizada no passado, baseada em princípios geométricos, mas que originalmente utilizava grandes enxerto sem a instalação de próteses penianas, recuperando o máximo possível do tamanho do pênis e consequentemente proporcionando um pênis maior e mais calibroso, mas com grandes índices de impotência sexual, o que deu espaço a uma série de outras técnicas que procuram evitar o uso de enxertos ou de próteses[14] .

## Sites externos
- Blog Saúde do homem ClicRBS
- E-book sobre Doença de Peyronie